# Штейнбука, Инна
И́нна Ште́йнбука (латыш. Inna Šteinbuka; 8 октября 1952, Рига) — общественный деятель Латвии, советский и латвийский ученый, латвийский экономист-математик. Доктор экономики. Профессор ЛУ. Действительный член Академии наук Латвии (2016). Глава представительства Еврокомиссии в Латвии (2011—2018). Директор отдела социальной статистики европейского агентства Евростат (с 2009 г.). Руководитель Комиссии по регулированию общественных услуг Латвии (2001 по 2005 год).

## Биография
Инна Штейнбука родилась в Риге 8 октября 1952 года. После окончания школы поступила на экономический факультет ЛГУ, выбрав новую специальность «эконометрия» (математические методы моделирования и экономическая статистика). С отличием окончила университет и в 1975 году поступила в аспирантуру Института экономики АН Латвийской ССР, где работала под руководством члена-корреспондента АН И. Х. Киртовского. Занимала должность младшего научного сотрудника. Диссертацию на соискание учёной степени кандидата экономических наук «Прогнозирование экономических и финансовых потоков» защитила в 1980 году в Ленинградском финансово-экономическом институте, её научным руководителем был руководитель отдела латвийского Института экономики Я.Янов.
В 1989 году возглавила отдел Института экономики, который в 1991 году был расформирован в связи с распадом СССР и восстановлением независимости Латвии де факто. В это время Штейнбуке предложили возглавить научную лабораторию Министерства финансов Латвии, где она проработала два года.
С 1993 по 1999 год она была директором департамента экономического анализа и фискальной политики Минфина и советником министра финансов. После нострификации советских дипломов стала доктором экономики.
В 1999 году Штейнбуку направили в Вашингтон, где она до 2001 года работала советником исполнительного директора Международного валютного фонда по Балтийским и Северным странам до 2001 года.
По возвращении в Латвию в 2001 году её назначили председателем Комисии по регулированию общественных услуг — государственной институции, которой поручен надзор за регулируемыми правительством ценами монопольных, государственных и муниципальных предприятий. В то же время она входила в совет по изучению экономической политики Балтийского международного центра (BICEPS).
В 2005 году, оставляя должность в Комиссии по регулированию общественных услуг, декларировала помимо квартиры в Риге, на ул. Гертрудес, 9, квартиру в Люксембурге за 521 тысячу евро, взяв для её приобретения банковский кредит. Её доходы в этом году составили 44535,40 латов, или 63368,53 евро, из которых около трети составляла профессорская зарплата в ЛУ.
С 2005 по 2009 год Штейнбука работала в Люксембурге в качестве главы дирекции экономической и региональной статистики Евростата при Еврокомиссии. Параллельно в 2006—2007 году являлась членом консультативного совета Министерства иностранных дел ЛР.
В 2009 году была назначена руководителем дирекции социальной статистики и информационного общества Евростата.
1 сентября 2011 года возглавила представительство Еврокомиссии в Латвии и работала в этой должности до 2018 года.
С октября 2018 года являлась советницей еврокомиссара Валдиса Домбровскиса.
11 октября того же года Сейм утвердил Штейнбуку членом Совета по фискальной дисциплине.
В 2018 году И.Штейнбука вернулась на академическую работу в ЛУ, став директором магистерской программы «Европейские исследования и экономическая дипломатия», которую сама и создала в 2000 году.
В декабре 2019 года она была утверждена в должности председателя Совета по фискальной дисциплине.

## Академическая карьера[3]
С 1997 года Инна Штейнбука преподавала в Латвийском университете, она являлась профессором Экономического факультета до 2005 года.
В 2000 году она создала магистерскую программу по европейской экономике и была ее директором до 2001 года, затем до 2005 года — членом совета.
С 2013 года она является экспертом по экономике Учёного совета Латвии.
В 2013—2018 году читала лекции в ЛУ как гостевой профессор.
В марте 2018 года вернулась на постоянную работу на факультет бизнеса, управления и экономики, в июле возглавив также программу европейских исследований.

## Награды и признание
- орден Трёх звёзд III степени[9]
- Действительный член Академии наук Латвии

## Cемья
Муж — Юрий Штейнбук.
Сын — Евгений Штейнбук, экономист группы исследований Мирового банка, специализируется в энергетике, промышленности и городской экономике с акцентом на проблемы частных и корпоративных инвестиций. Окончил Латвийский университет и впоследствии стажировался в университетах Джорджа Вашингтона, Майами, Кембридже.

## Публикации
Автор 5 монографий и более чем 60 научных работ:
- Economic and financial problems of environment protection in Latvia (Chapter in monograph: Baltic Sea Region Environmental Protection, University of Göteborg,1992)
- Baltic States survey (Chapter in monograph The Economic Consequences of Soviet Dizintegration, editor: J.Williamson, Washington, 1993)
- The Baltic’s' ways: Intentions, Scenarios, Prospects. Review of Economics in Transition. Bank of Finland. 08/1993
- Latvia in transition: first challenges and first results. Review of Economics in Transition. Bank of Finland. 08/1993
- Industry Policy in transition: the case of Latvia. Review of Economics in Transition. Bank of Finland. 08/1993.
- The way of reforms: first challenges and first results. Ministry of Finance of the Republic of Latvia, Bulletin Nr. 1, 1994.
- Case study: fiscal reform in Latvia. (Chapter in monograph: Seija Lainela, Pekka Sutela The Baltic Economies in Transition, Bank of Finland, 1995)
- Privatization in Latvia and the role of employee ownership. (Chapter in monograph: Privatization and Financial Participation in the Baltic Countries, Copenhagen business school. January 1995. Midterm results edited by Niels Mygind)
- Problems of macroeconomic stabilization and inflation control in Latvia. (Chapter in monograph Baltic Regions and Baltic Links, ed. by Lars Lundqvist and Lars Olof Persson, NordREFO 1995:2.)
- Factors and consequences of banking crisis in Latvia (co-authors: Edgars Sniegs, Martins Kazaks). — Ministry of Finance of the Republic of Latvia, Bulletin Nr. 2, 1995.
- Fiscal Adjustment in Latvia under Transition (co-author: Martins Kazaks).- Centre for Economic Reform and Transformation , Discussion Paper No. 96/1. Heriot-Watt University, Department of Economics, Edinburgh.
- Foreign trade in Latvia: on the way to EU membership (co-author: Aleksandra Cirule). Stockholm Institute of East European Economies, Working Paper No. 115, October 1996.
- Latvia’s financial system and foreign investments (co-author: Oleg Jemeljanov). Ministry of Finance of the Republic of Latvia, Bulletin No. 2, 1996.
- Country Studies: Latvia (co-author: Aleksandra Cirule). (Chapter in monograph Trade Growth in Transition Economies. Export Impediments for Central and Eastern Europe, ed. by Richard N. Cooper and Janos Gacs. IIASA,) 1997, pp. 114–149.
- Comment on «The Global and Regional Outlooks in the Baltics» by Piritta Sorsa. Chapter in monograph: Regionalism and the Global Economy: The Case of Central and Eastern Europe, ed. by Jan J. Teunissen. FONDAD, The Hague), 1997. pp. 185–188.
- Economics of the Baltic States. — The Baltic Review, 1997, vol.13, pp. 23–27.
- Latvia on the way to European Union. — Ministry of Finance of the Republic of Latvia, Bulletin No. 2, 1997.
- Latvia: human development report. Chapter 1:team member, 1997, UNDP, Riga (in Latvian).
- Latvia on the Way to the EU: Economic Policy Convergence. In: «Latvia and the European Union» (ed. Barry Lesser), 1999, Dalhousie University, Canada, pp. 49–71.
- Nordic Investments in the Baltic Business Frontier (co-authors: Harley Johansen, Folke Snickars). — Submitted to Lexington Books, under review for publication, 1999.
- Middle-term economic strategy in context of the joining the Europen Union (co-author Remigijs Pocs). — LR Ministry of Finance, LR Ministry of Economy, Bank of Latvia, 1998, Riga, 167 pp.
- How close will we have approached Europe in 5 years? — Kapitals (Riga), 1998, N 5, p. 44. (in Latvian).
- Shady economy and uncollected taxes in Latvia (co-author Ieva Kodolina).- Proc. Faculty of Economics and Business Administration, Credit and Tax Politics, coll. 1, 1998, Riga: University of Latvia, pp. 154–167 (in Latvian).
- What threats does the budget '99 of Latvia faces? (co-author Inguna Sudraba). — Kapitals (Riga), 1998, N 11, pp. 34–36 (in Latvian).
- Latvia: human development report. Chapter 1: team member. 1998, UNDP, Riga
- R. Zile, I. Steinbuka (editor and co-author), et al. Latvia on the threshold of XXI century. Economics. Finance. Integration, 1999, Riga, 151 pp. (in Latvian)
- Is Latvia’s Economy Competitive? — The Baltic Review, vol. 16, 1999.
- The Alignments of Latvian Economy in the Context of European Integration. — Journal of Baltic Studies, XXXI/2, AABC, 2000. p. 193-204.
- Indicators of the Health of the Financial Sector. Statistika-2000, Latvijas statistiku asociacija. Riga, 2000, p. 71-75.
- R. Zile, I. Steinbuka et al. Latvia Entering XXI Century: Economics, Finance. Integration. Edited by I. Steinbuka. Riga, 2000.
- Latvia’s Dilemma: Financing Accession Costs While Maintaining Fiscal Constraint. — Transition, The World Bank/The William Davidson Institute, Vol.12, no.1, 2001, p. 5-6.
- I.Steinbuka. Fiscal policy in Latvia: the past and the future. — Proc. Int. Conf. "Strategic Role of Tax Administration and Customs in the Development of Nationl Economy (ed. I.Steinbuka), 2003, RTU Izdevnieciba: Riga, pp. 40-46.
- I.Steinbuka (co-author). UN Development Programme « Latvia. Human Development Report 2002/2003. Human Security», Riga, 2003.
- I.Steinbuka, J.Mikelsons. Preconditions for information society development : how the regulator can contribute. — Selected Proceedings Int. Conf. « Information Society and Modern Business», Jan. 31-Feb. 1, 2003, Ventspils University College; Jumava: Riga, 2004, pp. 273–279.
- I.Steinbuka. Latvia: An inviting market. — ECTA Review 2004.
- I.Steinbuka. Exact methods in tariff regulation. Theory and practice. — In: Sarunas V, 2004, Sabiedriskais izglitibas fonds « Jauna Akademija»: Riga, pp. 161–172 (in Latvian).